# Unidos da Ponte
Grêmio Recreativo Escola de Samba Unidos da Ponte é uma escola de samba de São João de Meriti, que participa do Carnaval Carioca.
Tendo participado do Grupo Especial algumas vezes, disputou os grupos menores durante quase duas décadas, sem grande destaque. Originária de São Mateus, já realizou seus ensaios no Centro de São João e no bairro carioca da Pavuna. No dia 8 de novembro de 2014, reinaugurou sua quadra em São Mateus. Esta fica localizada no prédio da antiga estação ferroviária do bairro, desativada em 1993.

## História
A escola foi fundada no dia 3 de novembro de 1952, pelas famílias Macário e Oliveira. Desfilou no município de São João de Meriti nos anos de 1954, 1955 e 1956, sagrando-se campeã desses desfiles.
Em 1957, por iniciativa de sua presidente Carmelita Brasil, a primeira mulher a dirigir uma escola de samba, a escola registrou seus estatutos filiando-se à AESCRJ. A partir de 1959, passou a desfilar na cidade do Rio de Janeiro. De 1959 a 1964 os enredos e sambas-de-enredo foram de autoria de Carmelita Brasil.

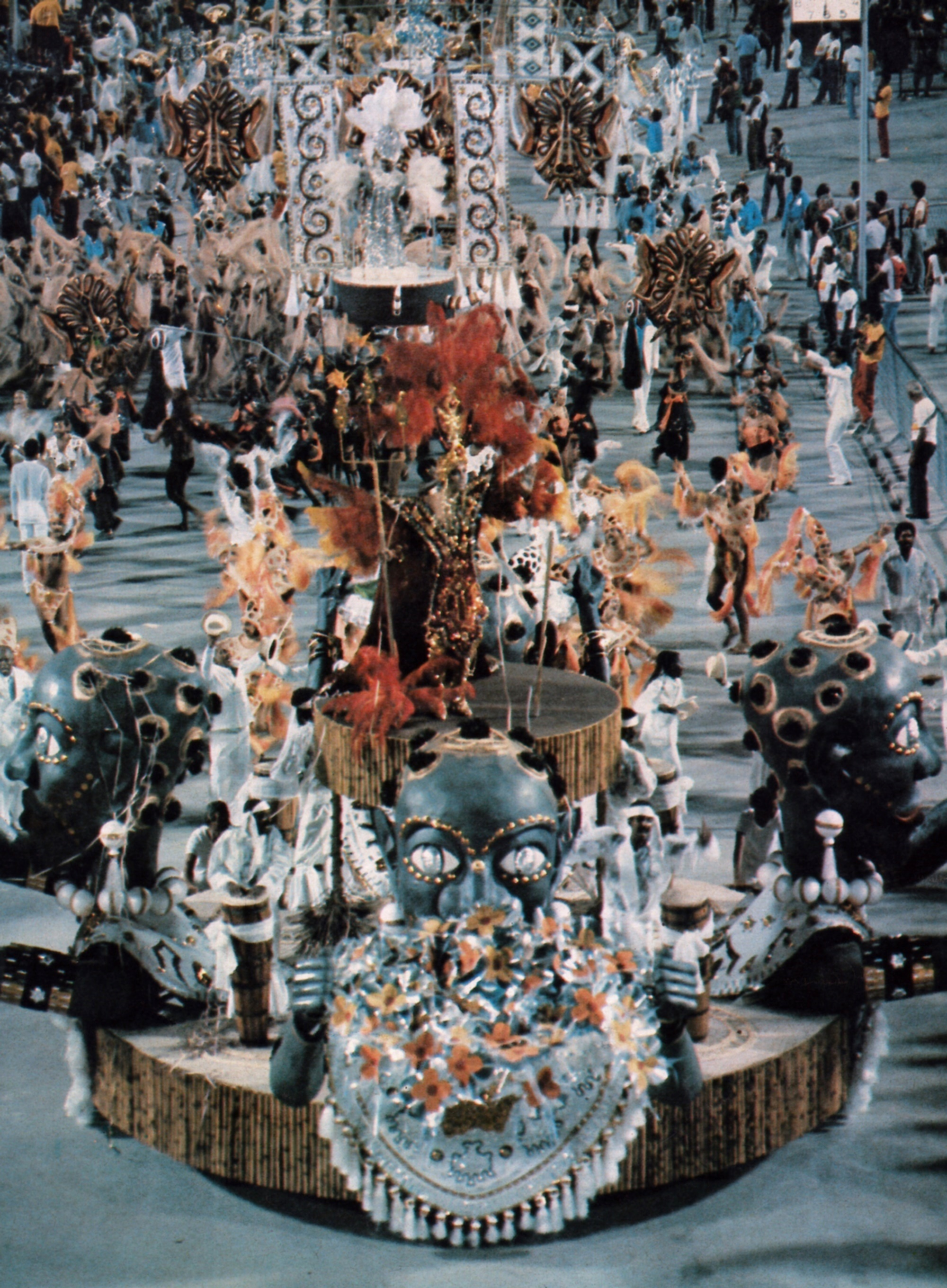
A Unidos da Ponte estreou no Sambódromo em 1984, mas acabou sendo rebaixada

No ano de 1979, Édson Tessier foi eleito presidente. Com a colaboração de antigos dirigentes e com ajuda de novos adeptos, imprimiu um ritmo dinâmico à agremiação. Transferiu a quadra do bairro de São Mateus para o centro do município e conseguiu levar a escola ao grupo principal em 1983, pela primeira vez. Em 1984, a escola foi rebaixada; e em 1985, com o título do Grupo 1-B, voltou ao grupo principal em 1986, posição em que se manteve até 1989.
Em 1992, ainda com Tessier como presidente, a escola foi vice-campeã do então Grupo 1, e voltou ao Grupo Especial no ano seguinte até 1996, totalizando assim 10 participações nesse grupo.

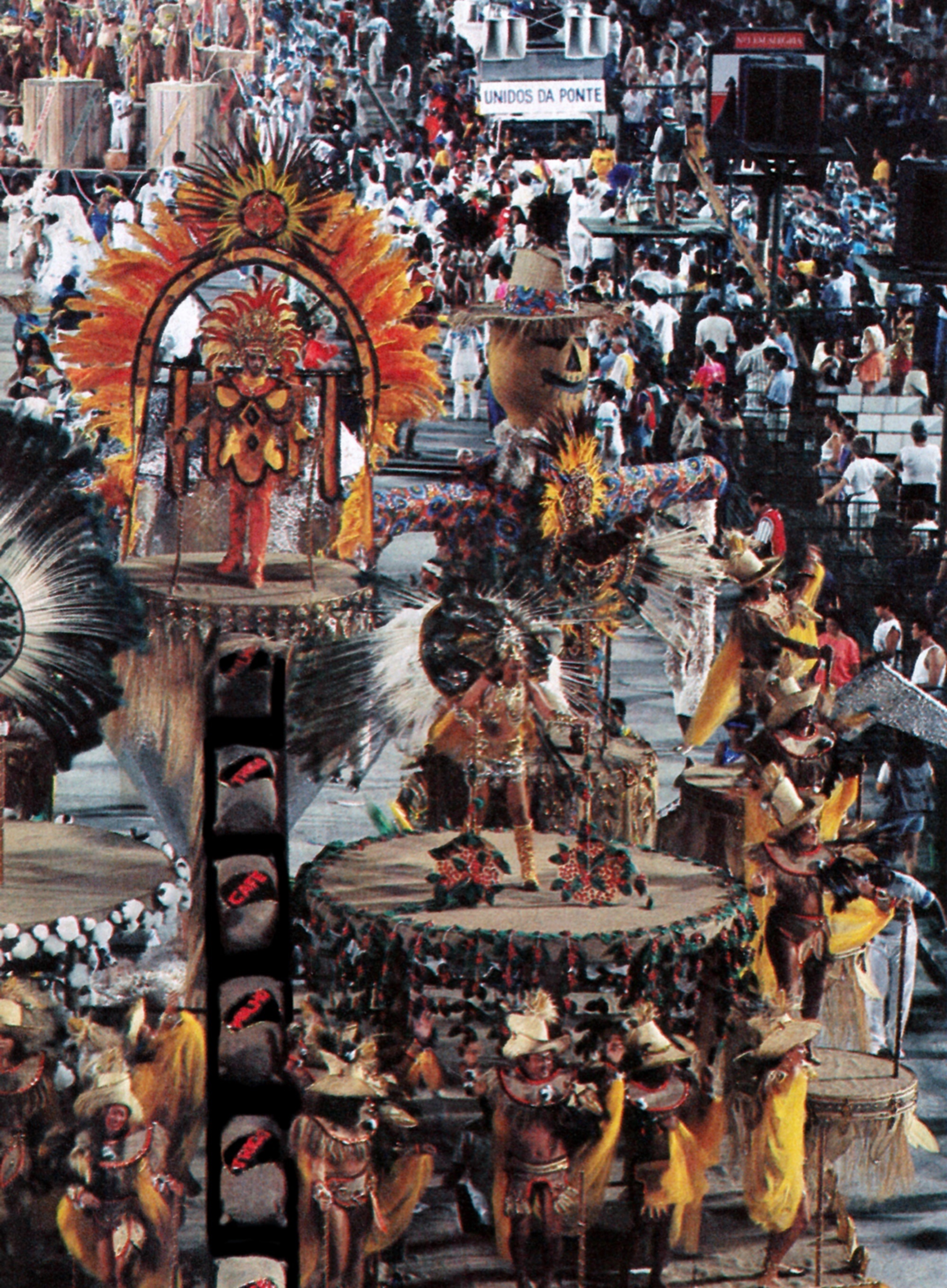
Unidos da Ponte em 1995, novamente na elite do carnaval carioca

Em 1995, exaltando o estado do Paraná, a escola trouxe alas de índios e de imigrantes (portugueses, alemães, poloneses, italianos, ucranianos, holandeses, sírio-libaneses, suíços, ingleses, israelenses, africanos e japoneses) que imitando a gralha, fecundaram os campos do Estado, recobrindo-os com o verde das plantações de trigo, algodão, café e soja. A bateria vestida de tropeiros foi o destaque. Comandadas por Mestre Pelé, ex-Beija-Flor, os ritmistas ajudaram a escola a conquistar o estandarte de ouro de melhor bateria.
No Grupo A, amargou em 1999 o primeiro rebaixamento para o Grupo B, o que foi algo inusitado pois naquele ano a escola seria rebaixada duas vezes seguidas no mesmo ano: algumas semana antes do Carnaval a Ponte conseguiu uma liminar que a autorizava a desfilar no Grupo Especial, o que fez a AESCRJ promover a Cabuçu para ocupar o seu lugar.
Porém, poucos dias antes do desfile a liminar foi derrubada e a escola teve que ser a última desfilar no Grupo A. Com uma escola a mais do que o previsto, o desfile, inicialmente previsto para a noite, foi realizado sob o sol forte das 8 da manhã, o que prejudicou bastante e fez a escola acabar rebaixada de novo.
A Ponte ainda voltou ao Segundo Grupo no ano seguinte, mas em 2003, foi novamente rebaixada para o terceiro grupo. Em 2004, homenageou o centenário do tradicional America Football Club (clube favorito do presidente Tessier), no enredo "America cem anos de paixão"; já em 2005, a no mesmo grupo, a Unidos da Ponte reeditou seu enredo "E eles verão a Deus", de 1983, ano em que a escola desfilou pela primeira vez no desfile principal.

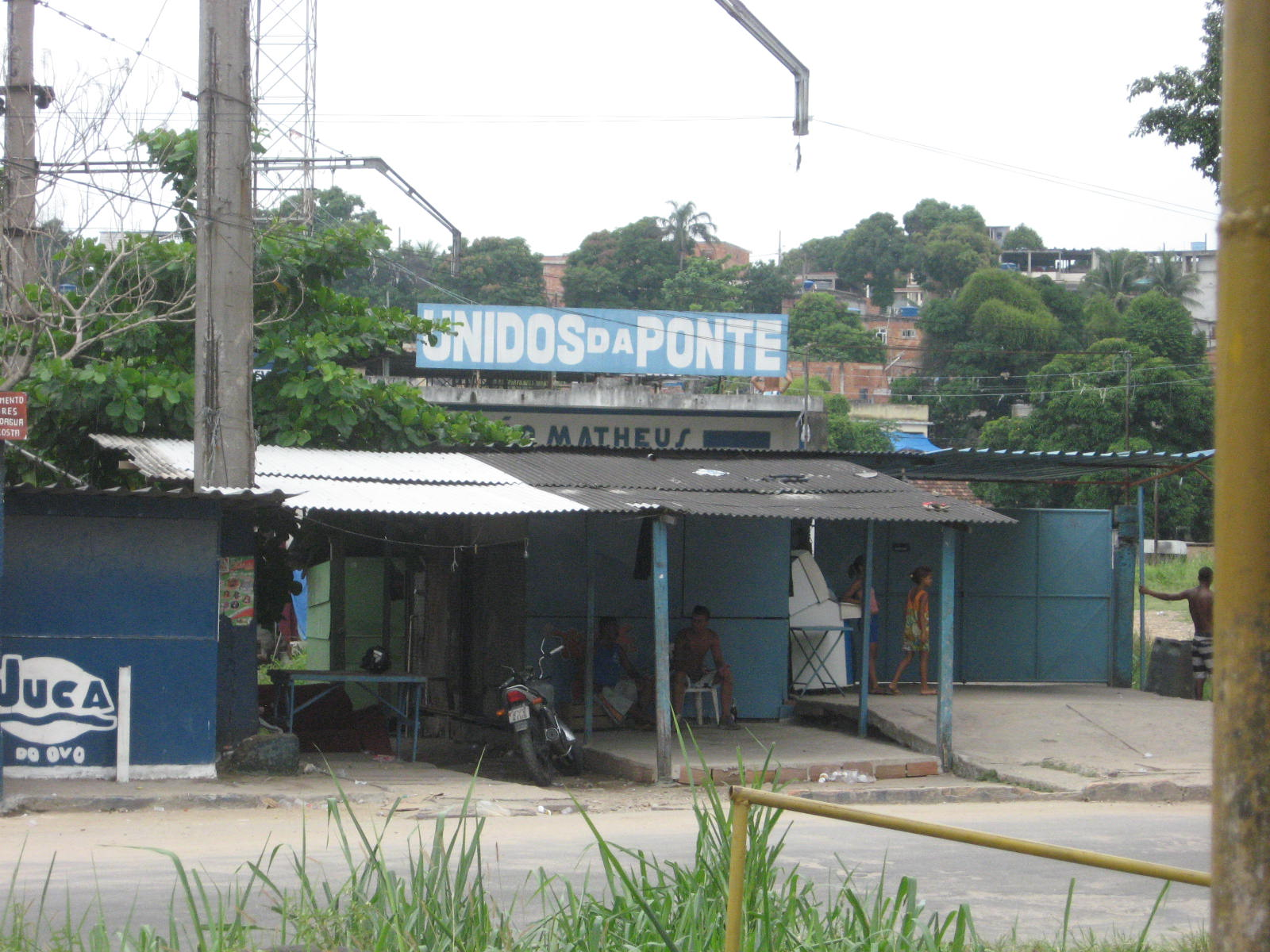
Quadra da escola, no bairro de São Mateus.

Em 2006, sob a presidência de Sidnei Carriuolo Antônio, a escola apostou em uma nova reedição, agora no seu enredo de 1992, "Da Cor do Pecado", que lhe rendera o acesso ao Especial de 1993. Mas, ao contrário do sucesso de 14 anos antes, a Unidos da Ponte enfrentou diversos problemas em seu desfile, com pouquíssimas alegorias e alas e seus componentes atrasados, amargando assim a última posição no Grupo B, sendo assim rebaixada para o Grupo C.
Depois dessa queda, Édson Tessier retornou ao comando da escola. Naquela época, estava sediada já no município do Rio de janeiro, no bairro da Pavuna. Édson Tessier levou a sede da escola novamente para bairro de origem. Em 2007, obteve a quarta colocação.
Em 2010, apresentou o enredo sobre a história do fotógrafo Augusto Malta, terminando na 9º colocação.
No ano de 2011, a agremiação apostou no enredo Orixás do carnavalesco Ricardo Paulino, uma releitura do enredo de 1973. Nesse ano, não promoveu eliminatória de samba enredo, mas encomendou uma composição aos compositores Grillo, Peniche e Fernandão. Trouxe também novo casal de mestre-sala e porta-bandeira: Diego Oliveira e Stefany, terminando na 11ª colocação.

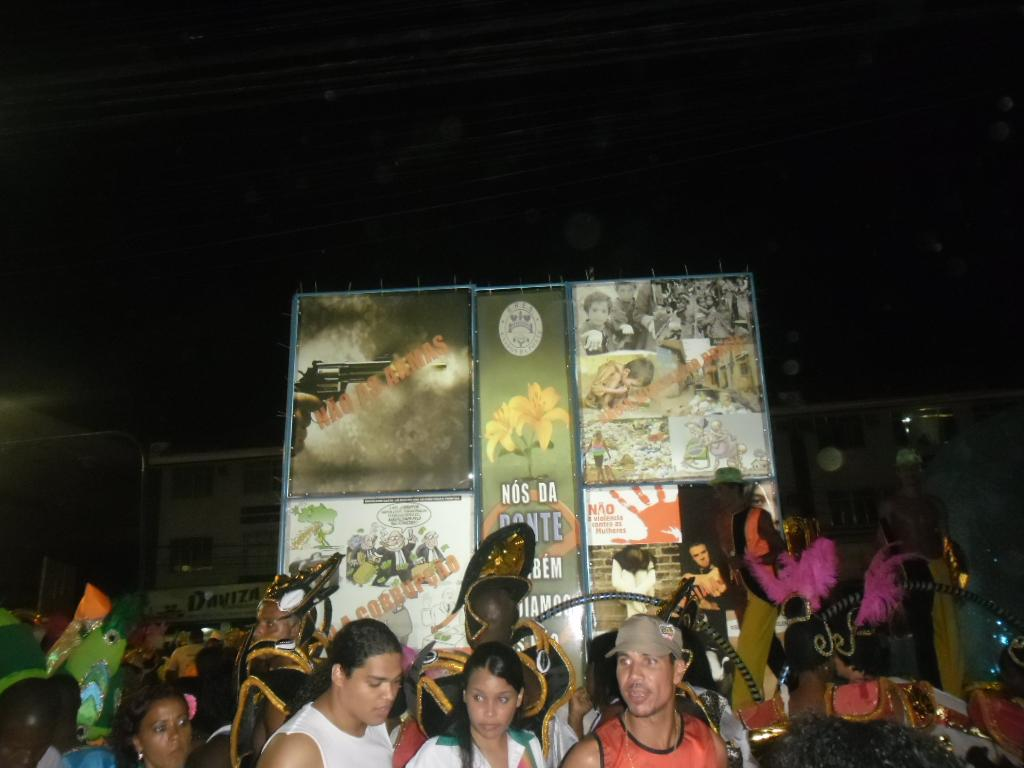
Alegoria no desfile de 2012.

Em 2012, a Ponte reeditou o enredo "Vida que te quero viva", de 1989, efetivando como intérprete, Anderson da Vila.
Em 2013, com novo retorno de Édson Tessier à presidência perdeu 2 pontos em obrigatoriedades.[carece de fontes?] e ainda durante o Carnaval 2013, a escola perdeu sua quadra, no bairro de São Mateus. tendo que fazer ensaio no Social Clube Meriti, aonde também ensaia a Matriz de São João. Após o Carnaval, a Unidos da Ponte voltou a ter uma mulher como presidente, com a eleição de Dayse Martins. Uma vez eleita, a nova presidente anunciou a contratação do intérprete Lico Monteiro, que estava na Caprichosos. Meses depois, no entanto, Dayse foi substituída na presidência pelo compositor da Beija-Flor, Serginho Aguiar.

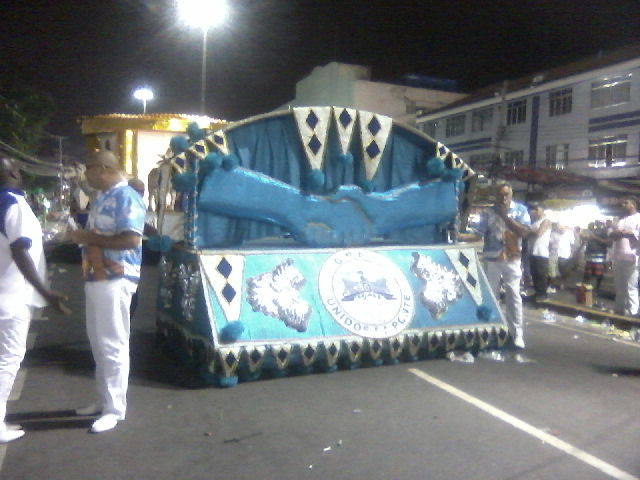
Unidos da Ponte em 2014, desfilando na Estrada Intendente Magalhães

A apresentação da nova equipe, além do novo presidente e enredo foi no dia 23 de Setembro de 2013, no Centro Cultural Meritiense. Em 14 de Dezembro realizou a sua escolha de samba-enredo, com a apresentação da rainha e princesa da bateria.
No ano de 2014, o enredo desenvolvido pelos carnavalescos Petterson Alves e Ricardo Paulino foi “Minha história é você, nossa paixão por ti: São João de Meriti”. A escola ficou com a 10ª posição.
No mesmo ano, após o carnaval, o compositor Tião Pinheiro, ligado à Imperatriz Leopoldinense, recordista de vitórias de sambas de enredo em 2013 (Imperatriz, Estácio, Império da Tijuca, Caprichosos de Pilares, Arranco do Engenho de Dentro, entre outras) assumiu a vice-presidência.
O ano de 2015 marcou a volta da escola à sua quadra tradicional, no bairro de São Mateus. Tião Pinheiro implementou um conjunto de ações sociais que culminou na reaproximação da escola com a comunidade local. Destaque para a oficina de capoeira, grupo de dança do passinho e formação de ritmistas. Grande devoto de São Sebastião, Tião se dedicou com afinco ao desenvolvimento do enredo “O Rei da Mata pede passagem - São Sebastião, nosso Padroeiro. Da Ponte e do Rio de Janeiro”, sendo um dos compositores do samba (encomendado) e investindo financeiramente em vários setores da escola.
Após o carnaval, o presidente Serginho renunciou ao mandato, e Gustavo Barros assumiu a Administração da escola, mantendo Tião Pinheiro como vice-presidente. Já com o preparo carnaval da escola em andamento, a nova diretoria promoveu diversas mudanças nos segmentos. Em janeiro, duas semanas antes do Carnaval, a carnavalesca Fernanda Raisa se desligou da escola.
Em 2016 a Unidos da Ponte desfilou com o enredo "Africanidades: Do continente negro à pequena África... Nossa identidade cultural", obtendo o 9° lugar.
Para o carnaval de 2017, a escola renovou com seu intérprete Lico Monteiro e com seu carnavalesco André Wonder, que desenvolveu o enredo "Roberto Ribeiro, O Menino Rei". Foi uma  homenagem o cantor e compositor no vigésimo aniversário de morte.
Em 2018, com o enredo “Romance de Xangô: A dança do fogo” de autoria do carnavalesco Lucas Milato, de apenas 21 anos, a escola sagrou-se campeã da Série B, garantindo assim seu retorno a Série A e a Marquês de Sapucaí depois de um jejum que durou 12 anos.
Para o carnaval de 2019, que marcou seu retorno a Sapucaí, a Unidos da Ponte optou por reeditar o enredo "Oferendas", apresentado originalmente pela escola em 1984. O desenvolvimento ficou a cargo da dupla de jovens carnavalescos Guilherme Diniz e Rodrigo Marques. Apesar de sofrer com o forte temporal que castigou a cidade do Rio de Janeiro no início da noite da sexta-feira de carnaval, a Ponte conseguiu a permanência na Série A, obtendo o 10° lugar.

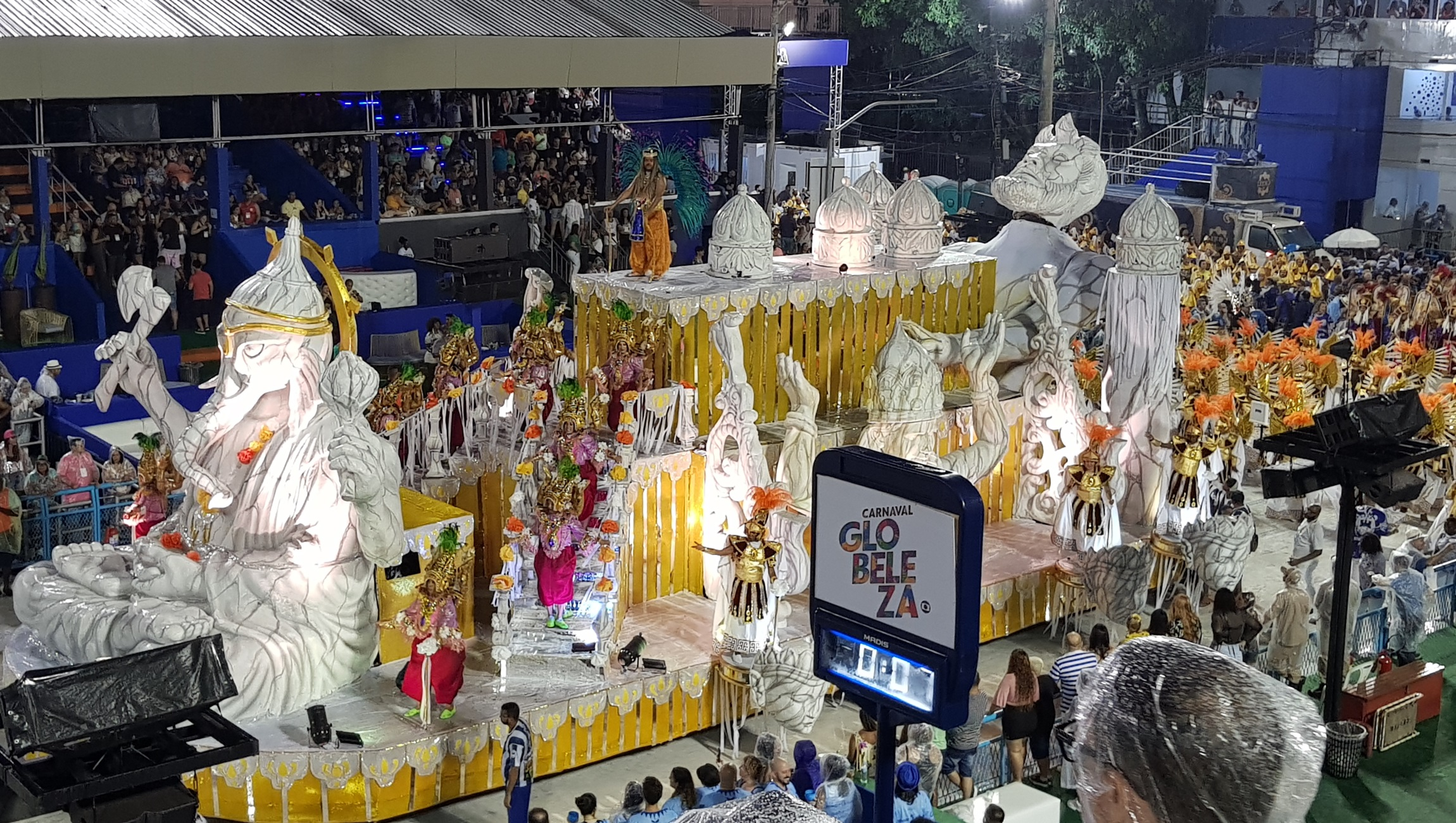
Desfile da Unidos da Ponte em 2020, na Marquês de Sapucaí

Para o carnaval de 2020, a Ponte reforça sua equipe e repatria o carnavalesco Lucas Milato, que desenvolveu um enredo que abordava a relação da humanidade com a eternidade. Na apuração, a azul e branca termina com o 12° lugar.
Em 2021, ano marcado pelo cancelamento dos desfiles em razão da pandemia do novo coronavírus, marcou a volta do presidente Gustavo Barros e o presidente de honra Marcelo Gonçalves, além dos vice-presidentes Tião Pinheiro e Burunga. Para o carnaval de 2022, apresentou uma homenagem à Santa Dulce, ficando com o 11° lugar.
Após o resultado de 2022, Gustavo Barros foi substituído por Rosemberg Azevedo na presidência. Tião Pinheiro e Burunga permaneceram como vice-presidentes. Toda a diretoria da Unidos da Ponte foi trocada pelo novo comando. A dupla de carnavalescos Guilherme Diniz e Rodrigo Marques foi mantida.
Para o carnaval 2023, a escola levou para a Sapucaí o enredo Liberte Nosso Sagrado: O Legado Ancestral de Mãe Meninazinha de Oxum, onde conta a saga contra o racismo religioso da respeitada yalorixá, que é uma das mais importantes do Brasil. O enredo celebra, também, a ligação da mãe de santo com a cidade de São João do Meriti, sede da agremiação. Após a apuração, a escola ficou na 11ª posição, repetindo o resultado do ano anterior.
Objetivando alcançar melhor resultado em 2024, a Unidos da Ponte passou por completa reestruturação: Tião Pinheiro assumiu a presidência, substituindo Rosemberg Azevedo. Burunga foi mantido como vice. Além das renovações com intérprete, mestre de bateria e primeiro casal de mestre-sala e porta-bandeira, a escola contratou o carnavalesco Renato Esteves e a coreógrafa da comissão de frente Deia Rocha. Levando para a Marquês de Sapucaí o enredo “Tendendém – O axé do epô pupá”, que conta a saga do dendê desde a sua origem mítica em terras africanas e chegando no Brasil através da diáspora. No julgamento oficial do carnaval da Série Ouro, a Ponte se classificou em décimo primeiro lugar pelo terceiro carnaval consecutivo. Após o desfile, o carnavalesco Renato Esteves e o intérprete Kleber Simpatia se transferiram para o Império Serrano. Branco Ribeiro deixou o posto de mestre de bateria após 2 anos e se transferiu para a Botafogo Samba Clube.
- 2025: "Antropoceno"

A escola contratou os carnavalescos Guilherme Diniz e Rodrigo Marques, que iniciam sua terceira passagem pela agremiação, o intérprete Leonardo Bessa, que retorna à Sapucaí, e o mestre de bateria Darlan Nascimento. O enredo escolhido para 2025 foi "Antropoceno", que busca uma reflexão sobre a relação do homem com o Planeta Terra e destacando os desafios ambientais que o mundo contemporâneo enfrenta. No dia 12 de fevereiro de 2025, faltando menos de vinte dias para o desfile, um incêndio destruiu totalmente a fábrica onde estavam sendo confeccionadas as fantasias da Unidos da Ponte, do Império Serrano e da Unidos de Bangu. No mesmo dia, a Liga RJ decidiu que as escolas afetadas não seriam avaliadas em 2025, desfilando como hors concours, sendo mantidas na segunda divisão para o ano seguinte. Após o desfile, a escola dispensou todos os seus segmentos.
- 2026: "Tamborzão – O Rio é Baile! O Poder é Black!"

Para o carnaval de 2026, a Ponte renovou sua equipe contratando o carnavalesco Nicolas Gonçalves, além dos intérpretes Thiago Brito e Matheus Gaúcho, da coreógrafa Juliana Frathane, do diretor de carnaval Camarão Netto, do diretor de harmonia Alexandre Dias, dos mestres de bateria Alex Vieira e Juninho e do casal de mestre-sala e porta-bandeira Thiaguinho Mendonça e Jéssica Ferreira. O enredo anunciado foi "Tamborzão – O Rio é Baile! O Poder é Black!", sobre a influência dos bailes na cultura periférica do Rio de Janeiro.

## Carnavais
| Unidos da Ponte | Unidos da Ponte                                 | Unidos da Ponte                                 | Unidos da Ponte | Unidos da Ponte                                 | Unidos da Ponte                    |
| Ano             | Colocação                                       | Divisão                                         | Enredo | Carnavalesco                                    | Ref.                               |
| --------------- | ----------------------------------------------- | ----------------------------------------------- | --- | ----------------------------------------------- | ---------------------------------- |
| 1959            | 11.º Lugar                                      | Grupo 2 (segunda divisão)                       | "Revista Brasileira" (Compositores do samba: Carmelita Brasil e João Vernud) | Carmelita Brasil                                | [ 5 ] [ 18 ] [ 19 ]                |
| 1960            | 17.º Lugar (Rebaixada)                          | Grupo 2 (segunda divisão)                       | "Exaltação ao Estado do Rio de Janeiro" (Compositores do samba: Carmelita Brasil e Arlindo de Souza) | Carmelita Brasil                                | [ 5 ] [ 19 ] [ 20 ]                |
| 1961            | 13.º Lugar                                      | Grupo 3 (terceira divisão)                      | "Exaltação à Guanabara" (Compositores do samba: Carmelita Brasil e João Vernud) | Carmelita Brasil                                | [ 5 ] [ 19 ] [ 21 ]                |
| 1962            | 6.º Lugar                                       | Grupo 3 (terceira divisão)                      | "Homenagem ao Pai da Aviação" (Compositor do samba: Durval Silva Araújo) | Carmelita Brasil                                | [ 5 ] [ 19 ] [ 22 ]                |
| 1963            | 11.º Lugar                                      | Grupo 3 (terceira divisão)                      | "Homenagem ao Barão de Mauá" (Compositor do samba: Walter Coringa) | Carmelita Brasil                                | [ 5 ] [ 19 ] [ 23 ]                |
| 1964            | 19.º Lugar                                      | Grupo 3 (terceira divisão)                      | "A Escravidão" (Compositores do samba: Carmelita Brasil e João Vernud) | Carmelita Brasil                                | [ 5 ] [ 19 ] [ 24 ]                |
| 1965            | 17.º Lugar                                      | Grupo 3 (terceira divisão)                      | "Transportes Coletivos do Rio de Ontem e de Hoje" (Compositor do samba: Durval Silva Araújo) | Carmelita Brasil                                | [ 19 ] [ 25 ]                      |
| 1966            | 23.º Lugar                                      | Grupo 3 (terceira divisão)                      | "Oswaldo Cruz, o Saneador" (Compositor do samba: Luís Piteira) | Carmelita Brasil                                | [ 19 ] [ 26 ]                      |
| 1967            | 18.º Lugar                                      | Grupo 3 (terceira divisão)                      | "Legados de D. João VI" (Compositor do samba: Luiz Ribeiro) | Carmelita Brasil                                | [ 19 ] [ 27 ]                      |
| 1968            | 16.º Lugar                                      | Grupo 3 (terceira divisão)                      | "Brasil, Berço de Heróis" (Compositor do samba: Jorge dos Santos) | Carmelita Brasil                                | [ 19 ] [ 28 ]                      |
| 1969            | 10.º Lugar                                      | Grupo 3 (terceira divisão)                      | "Grandes Trechos Nacionais" (Compositor do samba: Jorge dos Santos) | Carmelita Brasil                                | [ 19 ] [ 29 ]                      |
| 1970            | 5.º Lugar                                       | Grupo 3 (terceira divisão)                      | "Último Baile Imperial" (Compositor do samba: Luiz Ribeiro) | Manoel Abrantes e Ribamar Correa                | [ 19 ] [ 30 ]                      |
| 1971            | 8.º Lugar                                       | Grupo 3 (terceira divisão)                      | "O Sonho de Zé Pereira" (Compositores do samba: Reinaldo Grey e Waldemar) | Manoel Abrantes e Ribamar Correa                | [ 19 ] [ 31 ]                      |
| 1972            | Vice-campeã (Promovida)                         | Grupo 3 (terceira divisão)                      | "Iracema, a virgem Tupã" (Compositores do samba: Luizinho e Jabá) | Manoel Abrantes e Ribamar Correa                | [ 19 ] [ 32 ]                      |
| 1973            | 11.º Lugar                                      | Grupo 2 (segunda divisão)                       | "Samba, Dança para Orixás" (Compositor do samba: Ivan Marujo) | Mário Barcelos                                  | [ 19 ] [ 33 ]                      |
| 1974            | 13.º Lugar                                      | Grupo 2 (segunda divisão)                       | "Rio em Festa - Tradição e Folclore" (Compositores do samba: Ivan Marujo e Norival Fidélis Veludo) | Mário Barcelos                                  | [ 19 ] [ 34 ]                      |
| 1975            | Não desfilou                                    | Grupo 2 (segunda divisão)                       | "Eleição e Coroação da Boneca do Café" (Compositores do samba: Luís Piteira e Eliézer) | Mário Barcelos                                  | [ 19 ] [ 34 ]                      |
| 1976            | 19.º Lugar (Rebaixada)                          | Grupo 2 (segunda divisão)                       | "O Negro em Três Tempos" (Compositor do samba: Luís Piteira) | Mário Barcelos                                  | [ 19 ] [ 35 ]                      |
| 1977            | Vice-campeã (Promovida)                         | Grupo 3 (terceira divisão)                      | "Pahy, Tuna e Pahy-Tunaré" (Compositor do samba: Luís Piteira) | Mário Barcelos                                  | [ 19 ] [ 36 ]                      |
| 1978            | 5.º Lugar                                       | Grupo 2 (segunda divisão)                       | "Festa de Obaluajé" (Compositor do samba: Canuto) | Mário Barcelos                                  | [ 19 ] [ 37 ]                      |
| 1979            | 8.º Lugar                                       | Grupo 1B (segunda divisão)                      | "Sonho da Vovó" (Compositores do samba: Zé do Cavaco e Renato Camunguelo) | Mário Barcelos                                  | [ 19 ] [ 38 ]                      |
| 1980            | 10.º Lugar (Rebaixada)                          | Grupo 1B (segunda divisão)                      | "Maravilhosa Marajó" (Compositores do samba: David Corrêa, Luís Piteira e Mazinho) | Mário Barcelos                                  | [ 19 ] [ 39 ]                      |
| 1981            | Campeã (Promovida)                              | Grupo 2A (terceira divisão)                     | "As Excelências e Seus Carnavais" (Compositores do samba: Valério e Jorge Bem) | Mário Barcelos                                  | [ 19 ] [ 40 ]                      |
| 1982            | Vice-campeã (Promovida)                         | Grupo 1B (segunda divisão)                      | "O Casamento de Dona Baratinha" (Compositores do samba: Mazinho e Ambrósio) | Geraldo Cavalcanti                              | [ 19 ] [ 41 ]                      |
| 1983            | 11.º Lugar                                      | Grupo 1A (primeira divisão)                     | "E Eles Verão a Deus" (Compositores do samba: Mazinho, Ambrósio e Renatinho) | Geraldo Cavalcanti                              | [ 19 ] [ 42 ]                      |
| 1984            | 7.º Lugar (Rebaixada)                           | Grupo 1A (segunda-feira) (primeira divisão)     | "Oferendas" (Compositor do samba: Jorginho) | Geraldo Cavalcanti                              | [ 19 ] [ 43 ]                      |
| 1985            | Campeã (Promovida)                              | Grupo 1B (segunda divisão)                      | "Dez, Nota Dez" (Compositor do samba: Grilo) | Geraldo Cavalcanti                              | [ 19 ] [ 44 ]                      |
| 1986            | 14.º Lugar                                      | Grupo 1A (primeira divisão)                     | "Tá na Hora do Samba que Fala Mais Alto, que Fala Primeiro" (Compositores do samba: Grilo, Freitas, Dilsinho e Denise) | Orlando Pereira e Miltinho                      | [ 19 ] [ 45 ]                      |
| 1987            | 10.º Lugar                                      | Grupo 1 (primeira divisão)                      | "GRES Saudade" (Compositores do samba: Silvio da Ponte e Zoinho da Ponte) | Orlando Pereira                                 | [ 46 ] [ 47 ]                      |
| 1988            | 12.º Lugar                                      | Grupo 1 (primeira divisão)                      | "O Bem-Amado Paulo Gracindo" (Compositores do samba: Mazinho Branco e Ambrósio) | Orlando Pereira                                 | [ 48 ] [ 49 ]                      |
| 1989            | 15.º Lugar (Rebaixada)                          | Grupo 1 (primeira divisão)                      | "Vida que Te Quero Viva" (Compositores do samba: Jorginho do Axé, Renato Camunguelo e Gerson PM) | Cid Camilo e Sanclair Boiron                    | [ 19 ] [ 50 ]                      |
| 1990            | 3.º Lugar                                       | Grupo A (segunda divisão)                       | "Robauto... Uma Ova" (Compositores do samba: Jorge Bem, Charles 99 e Coral) | Alexandre Louzada                               | [ 19 ] [ 51 ]                      |
| 1991            | 9.º Lugar                                       | Grupo A (segunda divisão)                       | "Quando o Rio Ria" (Compositores do samba: Tani, Zoinho, Og e Tuninho da Estiva) | Carlos Augusto Reis                             | [ 19 ] [ 52 ]                      |
| 1992            | Vice-campeã (Promovida)                         | Grupo A (segunda divisão)                       | "Da Cor do Pecado" (Compositores do samba: Grillo, Og do Cavaco, Osvaldo do Parque, Serginho do Porto e Naldo) | Alexandre Louzada                               | [ 53 ] [ 54 ]                      |
| 1993            | 14.º Lugar                                      | Especial (primeira divisão)                     | "A Face do Disfarce" (Compositor do samba: Adilson Xavier) | Roberto Szaniecki                               | [ 19 ] [ 55 ]                      |
| 1994            | 15.º Lugar                                      | Especial (primeira divisão)                     | "Marrom da Cor do Samba" (Compositores do samba: Nilson Chamêgo, Charles Santana e Chiquinho do Banjo) | Washington Luiz                                 | [ 56 ] [ 57 ]                      |
| 1995            | 14.º Lugar                                      | Especial (primeira divisão)                     | "Paraná - Esse Estado Leva a Sério o Meu Brasil" (Compositores do samba: Wanderley Novidade, Walter Pardal e Walney Rocha) | Washington Luiz                                 | [ 58 ] [ 59 ]                      |
| 1996            | 18.º Lugar (Rebaixada)                          | Especial (primeira divisão)                     | "As Sombras da Folia em Alto Astral" (Compositores do samba: Serginho do Porto e André Fullgaz) | Washington Luiz                                 | [ 19 ] [ 60 ]                      |
| 1997            | 6.º Lugar                                       | Grupo A (segunda divisão)                       | "Da Lata do Lixo ao Luxo da Lata" (Compositores do samba: Sidney de Pilares, Almir de Araújo, Mazaro, Guga e Souza) | Jerônimo Navajas                                | [ 19 ] [ 61 ]                      |
| 1998            | 6.º Lugar                                       | Grupo A (segunda divisão)                       | "Quem Pode Pode no Pagode Se Sacode" (Compositores do samba: Eduardo do Villar, Eliseu da Matriz, Barriga e Dodô) | Edgley Cunha                                    | [ 62 ] [ 19 ]                      |
| 1999            | 10.º Lugar (Rebaixada)                          | Grupo A (segunda divisão)                       | "O Samba É Minha Voz" (Compositores do samba: Mário Tomé, Sidney Marcelo, Guedes, Jorge P, Bell e Tiãozinho Cruz) | Edgley Cunha                                    | [ 19 ] [ 63 ]                      |
| 2000            | Vice-campeã (Promovida)                         | Grupo B (terceira divisão)                      | "As Damas do Samba – D. Zica e D. Neuma" | Comissão de Carnaval                            | [ 64 ] [ 65 ]                      |
| 2001            | 10.º Lugar                                      | Grupo A (segunda divisão)                       | "Em Azul e Branco Meu Coração Se Deixou Levar" (Compositores do samba: Mazinho, Luizinho, Veludinho e Ambrósio) | Edgley Cunha                                    | [ 66 ] [ 67 ]                      |
| 2002            | 10.º Lugar                                      | Grupo A (segunda divisão)                       | "De Minas para o Brasil, Tancredo Neves o Mártir da Nova República" (Compositores do samba: Gugu das Candongas e Pardal) | Edgley Cunha                                    | [ 68 ] [ 69 ]                      |
| 2003            | 11.º Lugar (Rebaixada)                          | Grupo A (segunda divisão)                       | "De Graham Bell a Sérgio Motta - Um Salto para a Modernidade" (Compositores do samba: Mauricio Miranda, Jeferson Martins, Falcão, Ito Melodia e Gugu das Candongas) | Edgley Cunha                                    | [ 70 ] [ 71 ]                      |
| 2004            | 5.º Lugar                                       | Grupo B (terceira divisão)                      | "Hei de Torcer, Torcer, Torcer... América 100 Anos de Paixão" (Compositores do samba: Willian Ferreira e Jovaci) | Edgley Cunha                                    | [ 72 ] [ 73 ]                      |
| 2005            | 6.º Lugar                                       | Grupo B (terceira divisão)                      | "E Eles Verão a Deus" (Reedição do enredo de 1983) (Compositores do samba: Mazinho, Ambrósio e Renatinho) | Edgley Cunha                                    | [ 74 ] [ 75 ]                      |
| 2006            | 12.º Lugar (Rebaixada)                          | Grupo B (terceira divisão)                      | "Da Cor do Pecado" (Reedição do enredo de 1992) (Compositores do samba: Grillo, Og do Cavaco, Osvaldo do Parque, Serginho do Porto e Naldo) | Victor Santos e Róbson Goullart                 | [ 76 ] [ 77 ]                      |
| 2007            | 4.º Lugar                                       | Grupo C (quarta divisão)                        | "No Arraial da Folia Eu Soltei o Meu Balão... Viva São João! Viva São João!" (Compositores do samba: Jefferson, Marquinhus, Cadinho, Walkir, Gustavo, Aloísio Villar, Thiago e Barbieri) | Handerson Big                                   | [ 78 ] [ 79 ]                      |
| 2008            | 9.º Lugar                                       | Grupo C (quarta divisão)                        | "Narcisista Sou! Quem não É?" (Compositores do samba: Waltinho, Estevan, Jair PQD, Ivan Professor e Peniche) | Marcelo Andrade                                 | [ 80 ] [ 81 ]                      |
| 2009            | 5.º Lugar                                       | Grupo RJ-2 (quarta divisão)                     | "Circo, Alegria do Povão" (Compositores do samba: Wander Timbalada, Estevão, Jair PQD, Ivan Professor e Peniche) | Ricardo Paulino                                 | [ 82 ] [ 83 ]                      |
| 2010            | 9.º Lugar                                       | Grupo RJ-2 (quarta divisão)                     | "Através das Lentes de Augusto Malta Vejo a Modernidade: Retratos do Rio" (Compositores do samba: Marcelo Marrom, Walla do Cavaco e Sabão) | Ricardo Paulino                                 | [ 84 ] [ 85 ]                      |
| 2011            | 11.º Lugar                                      | Grupo C (quarta divisão)                        | "Orixás" (Compositores do samba: Grillo, Peniche e Fernandão) | Ricardo Paulino                                 | [ 5 ] [ 86 ] [ 87 ]                |
| 2012            | 8.º Lugar (Promovida)                           | Grupo C (quarta divisão)                        | "Vida que Te Quero Vida!" (Reedição do enredo de 1989) (Compositores do samba: Jorginho do Axé, Renato Camunguelo e Gerson PM) | Ricardo Paulino                                 | [ 88 ] [ 89 ]                      |
| 2013            | 8.º Lugar                                       | Grupo B (terceira divisão)                      | "É Carnaval" (Compositores do samba: Naldo do Cavaco, Rogério Berryezo e Paulo Muchacho) | Ricardo Paulino                                 | [ 90 ] [ 91 ] [ 92 ]               |
| 2014            | 10.º Lugar                                      | Grupo B (terceira divisão)                      | "Minha História É Você, Nossa Paixão É Por Ti: São João de Meriti" (Compositores do samba: Samir Trindade, Elson Ramires, Vander Timbalada, Vinícius e Romulo Massacesi) | Ricardo Paulino e Petterson Alves               | [ 12 ] [ 93 ] [ 94 ] [ 95 ] [ 96 ] |
| 2015            | 11.º Lugar                                      | Série B (terceira divisão)                      | "O Rei da Mata Pede Passagem - São Sebastião, Nosso Padroeiro. Da Ponte e do Rio de Janeiro" (Compositores do samba: Diego Nicolau, Dilson Marimba, Tião Pinheiro, Pingo Sargento e Robert Farrow) | Ricardo Paulino e Vinícius Vistmam              | [ 97 ]                             |
| 2016            | 8.º Lugar                                       | Série B (terceira divisão)                      | "Africanidades: Do Continente Negro à Pequena África... Nossa Identidade Cultural" (Compositores do samba: Sidney de Pilares, Serginho Castro, Érico Rocha, Rodrigo Tutiki, Tavares, Fernandes, Thiago Brito, Dinho, Santoro e Alexander)                                                                                          | André Wonder                                    | [ 98 ] [ 99 ]                      |
| 2017            | 8.º Lugar                                       | Série B (terceira divisão)                      | "Roberto Ribeiro, o Menino Rei" (Compositores do samba: Alex Ribeiro, Tuninho Nascimento, Lucas Donato, Helio Oliveira, LM, Dinho e Grey) | André Wonder                                    | [ 100 ]                            |
| 2018            | Campeã (Promovida)                              | Série B (terceira divisão)                      | "Romance de Xangô: A Dança do Fogo" (Compositores do samba: Thiago Sousa, Igor Vianna, Victor Alves, Márcio de Deus e Pelé) | Lucas Milato                                    | [ 101 ]                            |
| 2019            | 10.º Lugar                                      | Série A (Segunda divisão)                       | "Oferendas" (Reedição do enredo de 1984) (Compositor do samba: Jorginho) | Guilherme Diniz e Rodrigo Marques               | [ 102 ]                            |
| 2020            | 12.º Lugar                                      | Série A (Segunda divisão)                       | "Elos da Eternidade" (Compositores do samba: Márcio de Deus, Orlando Ambrósio, Marcelo Lepiane, Serginho Rocco, Dudu Senna, Domenil, Renan Diniz, Dr. Márcio, JB Oliveira, Thiago Baiano, João Perigo e D’Souza) | Lucas Milato                                    | [ 103 ] [ 104 ] [ 105 ]            |
| 2021            | Não houve desfile devido a pandemia de Covid-19 | Não houve desfile devido a pandemia de Covid-19 | Não houve desfile devido a pandemia de Covid-19 | Não houve desfile devido a pandemia de Covid-19 | [ 106 ]                            |
| 2022            | 11.º Lugar                                      | Série Ouro (Segunda divisão)                    | "Santa Dulce dos Pobres - O Anjo Bom da Bahia" (Compositores do samba: Sandra de Sá, Diego Nicolau, Dudu Senna, Deodonio, Richard Valença, Renan Diniz, Márcio de Deus, Telmo Motta) | Guilherme Diniz e Rodrigo Marques               | [ 107 ]                            |
| 2023            | 11.º Lugar                                      | Série Ouro (Segunda divisão)                    | "Liberte Nosso Sagrado: O Legado Ancestral de Mãe Meninazinha de Oxum" (Compositores do samba: Bruno Castro, Carlos Kind, Junior Fionda, Léo Freire, Marcelinho Santos, Marcelo Adnet, Tem-Tem Jr., Tião Pinheiro e Vitor Hugo) | Guilherme Diniz e Rodrigo Marques               | [ 108 ]                            |
| 2024            | 11.º Lugar                                      | Série Ouro (Segunda divisão)                    | "Tendendém - O Axé do Epô Pupá" (Compositores do samba: Júnior Fionda, Tem-Tem Jr., Carlos Kind, Léo Freire, Vitor Hugo, Léo Berê, Marcelinho Santos, Jefferson Oliveira, Alexandre Araújo e Valtinho Botafogo) | Renato Esteves                                  | [ 109 ]                            |
| 2025            | Não foi julgada                                 | Série Ouro (Segunda divisão)                    | "Antropoceno" (Compositores do samba: Edu Casa Leme, Totonho, Carlos Kind, Vitor Hugo, Marcelinho Santos, Romeu D’ Malandro, Marcos Barberino, Júnior Falcão, Jonas Marques, Teo Dimeriti e Ricardo Simpatia) | Guilherme Diniz e Rodrigo Marques               | [ 110 ]                            |
| 2026            |                                                 | Série Ouro (Segunda divisão)                    | Tamborzão – O Rio é baile! O poder é black! (Compositores do samba: Serginho Aguiar, Naval, Alexandre Reis, Renne Barbosa, Leozinho Nunes, Jhonatan Tenório, Léo Freire, Gigi da Estiva, Chacal do Sax, Gustavinho Olibeira, Marquinhos Beija-Flor, Gabriel Simões, Raphael Gravino, Brayan Sá, Valtinho Botafogo e Mateus Pranto) | Nicolas Gonçalves                               | [ 111 ]                            |

## Títulos
A Unidos da Ponte nunca venceu a primeira divisão do carnaval carioca. Sua melhor colocação foi o sétimo lugar do Grupo 1-A de 1984.
| Títulos da Unidos da Ponte        | Títulos da Unidos da Ponte | Títulos da Unidos da Ponte |
| --------------------------------- | -------------------------- | -------------------------- |
| Divisão                           | Títulos                    | Carnavais                  |
| Segunda divisão (Rio de Janeiro)  | 1                          | 1985                       |
| Terceira divisão (Rio de Janeiro) | 2                          | 1981, 2018                 |
| Carnaval de São João de Meriti    | 3                          | 1954, 1955 e 1956          |

## Premiações
Prêmios recebidos pelo GRES Unidos da Ponte.
| Ano  | Prêmio              | Categoria premiada | Divisão        | Ref.    |
| ---- | ------------------- | --- | -------------- | ------- |
| 1995 | Estandarte de Ouro  | Bateria | Grupo Especial | [ 112 ] |
| 1995 | Estandarte de Ouro  | Passista feminino | Grupo Especial | [ 113 ] |
| 1998 | Estandarte de Ouro  | Samba-enredo do Grupo A (Atual Série A) ("Quem pode pode no pagode se sacode" - Compositores: Eduardo do Villar, Eliseu da Matriz, Barriga e Dodô)          | Grupo A        | [ 114 ] |
| 1999 | S@mba-Net           | Bateria (Diretor responsável: Mestre Ricardo) | Grupo A        | [ 115 ] |
| 1999 | S@mba-Net           | Passista masculino (Julio Garibaldi) | Grupo A        | [ 115 ] |
| 2000 | S@mba-Net           | Casal de Mestre-sala e Porta-bandeira (Bagdá e Naninha) | Grupo B        |         |
| 2001 | S@mba-Net           | Bateria (Diretor responsável: Mestre Flávio) | Grupo A        | [ 116 ] |
| 2002 | Estandarte de Ouro  | Samba-enredo do Grupo A (Atual Série A) ("De Minas para o Brasil - Tancredo Neves, o mártir da Nova República" - Compositores: Gugu das Candongas e Pardal) | Grupo A        | [ 114 ] |
| 2002 | S@mba-Net           | Intérprete (Rixxah) | Grupo A        | [ 117 ] |
| 2004 | Troféu Jorge Lafond | Melhor comunicação com o público | Grupo B        | [ 118 ] |
| 2005 | S@mba-Net           | Comissão de frente | Grupo B        | [ 119 ] |
| 2005 | Troféu Jorge Lafond | Ala de passistas | Grupo B        | [ 120 ] |
| 2007 | Troféu Jorge Lafond | Intérprete (Róbson Moreira) | Grupo C        | [ 121 ] |
| 2009 | Troféu Jorge Lafond | Velha guarda | RJ-2           | [ 122 ] |
| 2024 | Troféu Band Folia   | Melhor "Esquenta" do Carnaval | Série Ouro     |         |

## Segmentos

### Presidentes
| Presidentes                          | Período   | Ref.          |
| ------------------------------------ | --------- | ------------- |
| Carmelita Brasil                     | 1959-1979 | [ 5 ] [ 123 ] |
| Edson Tessier                        | 1979-1996 | [ 123 ]       |
| Jonas Peixoto                        | 1997      | [ 123 ]       |
| Edson Tessier                        | 1998-2000 | [ 123 ]       |
| Grillo                               | 2001-2003 | [ 123 ]       |
| Patrícia Tessier                     | 2003-2005 | [ 123 ]       |
| Sidney Carriuolo Antonio             | 2006      | [ 123 ]       |
| Edson Tessier                        | 2007-2008 | [ 123 ]       |
| Nélson Pontes de Oliveira (Nelsinho) | 2009-2012 | [ 5 ] [ 123 ] |
| Edson Tessier                        | 2012-2013 | [ 123 ]       |
| Serginho Aguiar                      | 2013-2015 | [ 12 ]        |
| Gustavo Barros                       | 2015-2017 | [ 98 ]        |
| Rosemberg Azevedo                    | 2017-2021 |               |
| Gustavo Barros                       | 2021-2022 |               |
| Rosemberg Azevedo                    | 2022-2023 |               |
| Tião Pinheiro                        | 2023-2026 |               |

### Presidentes de Honra
| Presidentes de Honra | Período   | Ref.            |
| -------------------- | --------- | --------------- |
| Marcelo Gonçalves    | 2015-2019 | [ 124 ] [ 125 ] |
| Marcelo Simão        | 2019-2020 | [ 103 ]         |
| Marcelo Gonçalves    | 2020-2021 |                 |

### Intérpretes
| Intérpretes                   | Carnavais     | Ref.    |
| ----------------------------- | ------------- | ------- |
| Grillo                        | 1983-1988     | [ 126 ] |
| Aroldo Melodia                | 1989-1990     | [ 127 ] |
| Grillo                        | 1991-1992     | [ 126 ] |
| Geraldão                      | 1993          | [ 128 ] |
| Serginho do Porto             | 1994-1996     | [ 129 ] |
| Zé Paulo Sierra               | 1997          | [ 130 ] |
| Bira Inspiração               | 1998-2000     | [ 62 ]  |
| Rixxah                        | 2001-2002     | [ 131 ] |
| Nélio Marins                  | 2003-2005     | [ 74 ]  |
| Tico do Gato                  | 2006          | [ 132 ] |
| Róbson Moreira                | 2007-2008     | [ 78 ]  |
| Pingo Sargento                | 2009-2010     |         |
| Og do Cavaco                  | 2011          |         |
| Anderson da Vila              | 2012-2013     |         |
| Charles Silva                 | 2014          |         |
| Pingo Sargento                | 2015          | [ 133 ] |
| Lico Monteiro                 | 2016-2017     | [ 134 ] |
| Vinicius Machado              | 2018          |         |
| Lico Monteiro e Tiganá        | 2019          | [ 135 ] |
| Leandro Santos                | 2020          | [ 104 ] |
| Charles Silva                 | 2022          |         |
| Kleber Simpatia               | 2023-2024     |         |
| Leonardo Bessa                | 2025          |         |
| Thiago Brito e Matheus Gaúcho | 2026-presente |         |

### Comissão de Frente
| Coreógrafos(as)            | Carnavais     | Ref.    |
| -------------------------- | ------------- | ------- |
| Machine                    | 1993          |         |
| Charles Nelson             | 1994-1995     |         |
| Machine                    | 1996          |         |
| Charles Nelson             | 2001-2004     |         |
| Handerson Big              | 2005-2007     |         |
| Ricardo Paulino            | 2008          |         |
| Flávio Oliveira            | 2009-2013     |         |
| Alexandre Henrique         | 2014          |         |
| Jan Oliveira Jr.           | 2015          | [ 136 ] |
| Tina Bombom                | 2016          |         |
| Helder Sátiro              | 2018          |         |
| Léo Torres e Daniel Ferrão | 2019-2020     | [ 104 ] |
| Valci Pelé                 | 2022          |         |
| Alessandra de Oliveira     | 2023          |         |
| Déia Rocha                 | 2024          |         |
| Gabriel Castro             | 2025          |         |
| Juliana Frathane           | 2026-presente | [ 137 ] |

### Mestre-sala e Porta-bandeira

#### Primeiro casal
| Primeiro casal                         | Carnavais     | Ref.    |
| -------------------------------------- | ------------- | ------- |
| Johny Matos e Thainá Teixeira          | 2014          | [ 138 ] |
| Johny Matos e Manu Martins             | 2015          |         |
| Johny Matos e Marcela Tavares          | 2016          |         |
| Johny Matos e Winnie Lopes             | 2017          |         |
| Yuri Souzah e Bruna Santos             | 2018          |         |
| Yuri Souzah e Camylinha Nascimento     | 2019-2020     | [ 104 ] |
| Emanuel Lima e Camylinha Nascimento    | 2022          |         |
| Emanuel Lima e Thainara Matias         | 2023-2025     | [ 139 ] |
| Thiaguinho Mendonça e Jéssica Ferreira | 2026-presente | [ 140 ] |

### Bateria

#### Mestres
| Mestres de Bateria    | Carnavais     | Ref.            |
| --------------------- | ------------- | --------------- |
| Josué e Ronaldo       | 2014          | [ 141 ]         |
| Ronaldo Careca        | 2015          | [ 142 ]         |
| Luygui                | 2016-2018     | [ 143 ] [ 144 ] |
| Vitinho               | 2019-2020     | [ 104 ]         |
| Branco Ribeiro        | 2022-2024     |                 |
| Darlan Nascimento     | 2025          |                 |
| Alex Vieira e Juninho | 2026-presente |                 |

#### Corte de Bateria
| Ano           | Rainha               | Madrinha      | Musa           | Princesa        | Ref.                          |
| ------------- | -------------------- | ------------- | -------------- | --------------- | ----------------------------- |
| 2002          | Clara Paixão         | -             | -              | -               | [ 145 ]                       |
| 2003          | Elaine               | -             | -              | -               |                               |
| 2004-2009     | Bianka Kengem        | -             | -              | -               |                               |
| 2010          | Bianka Kengem        | Débora Vianna | -              | -               |                               |
| 2011-2012     | Bianka Kengem        | Débora Vianna | Jéssica Bonfim | -               |                               |
| 2013          | Débora Vianna        | -             | -              | -               |                               |
| 2014          | Ísis Figueiredo      | -             | -              | Anna Bia Aguiar | [ 3 ] [ 146 ] [ 147 ] [ 148 ] |
| 2015          | Graciele Chaveirinho | -             | -              | -               | [ 3 ] [ 148 ]                 |
| 2016-2017     | Silvinha Schreiber   | -             | Kaká Santos    | -               | [ 98 ]                        |
| 2018          | Carolina Strassy     | -             | -              | -               |                               |
| 2019-2020     | Rosana Farias        | -             | -              | -               | [ 104 ] [ 149 ]               |
| 2022          | Lili Tudão           | -             | -              | -               |                               |
| 2023-2024     | Lili Tudão           | -             | -              | Denise Kayan    |                               |
| 2025          | Thai Rodrigues       | -             | -              | -               |                               |
| 2026-presente | Thalita Zampirolli   | -             | -              | -               | [ 150 ]                       |

### Direção de Carnaval
| Diretores de Carnaval                    | Carnavais     | Ref.            |
| ---------------------------------------- | ------------- | --------------- |
| André Kaballa                            | 2014-2015     | [ 141 ] [ 142 ] |
| Marcelo Varanda                          | 2016          | [ 143 ] [ 144 ] |
| Gabriel dos Anjos e Gabriel Macedo       | 2017          |                 |
| Comissão de Carnaval                     | 2018          |                 |
| Adriano Amaral, Burunga e Gabriel Macedo | 2019          |                 |
| Burunga, Gabriel Macedo e Mauro Tito     | 2020          | [ 104 ]         |
| Gabriel Macedo e Mauro Tito              | 2024-2025     |                 |
| Camarão Netto                            | 2026-presente |                 |

### Direção de Harmonia
| Diretores de Harmonia                    | Carnavais | Ref.            |
| ---------------------------------------- | --------- | --------------- |
| Foca                                     | 2014      | [ 141 ]         |
| Foca e Fábio Lima                        | 2015      | [ 142 ]         |
| Vitor de Carvalho                        | 2016      | [ 143 ] [ 144 ] |
| Jonathan Maciel                          | 2017      |                 |
| Comissão de Harmonia                     | 2018      |                 |
| Sidinho Júnior, Burunga e Adriano Amaral | 2019      |                 |
| Marcelo Chaves                           | 2020      | [ 104 ]         |